# Morten Mogensen
Morten Mogensen, Martinus de Dacia eller Martinus Dacus, død 1304, var en dansk teolog, filosof og kongelig kansler, der havde fået sin uddannelse ved studier i Paris.
Selv blev han en anset skolastisk filosof, der skrev flere afhandlinger, af hvilke navnlig en, De modis significandi (d. e. i den
skolastiske logiks sprog, i modsætning til «modi intelligendi»,
«modi, qvi conveniunt dictioni ex impositione et illi sunt a significato
inseparabiles»). Det kom vidt omkring under navnet «Mester Martins System»
(Systema Martinianum).
Efter hjemkomsten fra Paris, hvor han fik den teologiske doktorgrad, blev han kannik i Roskilde, og 1288 optræder han i egenskab af kansler hos enkedronning Agnes som vitterlighedsvidne på en tilladelse til franciskanerne til at bygge et kloster i Kolding.
I den følgende tid nævnes han i
samme egenskab i forskellige gavebreve, og 1289, da ærkestolen
i Lund var blevet ledig, var han i Rom, hvor han udtalte,
at Jens Grand både var den værdigste og den dygtigste i Danmark til at
beklæde den ledige plads. Da striden brød ud mellem Erik Menved
og Jens Grand, stod Morten Mogensen på kongens side, og 1296
gav Kong Erik på sine egne og sin broders, junker Christoffers,
vegne Mester Morten og ribekanniken Guido fuldmagt til i Rom at
føre sagen mod Jens Grand.
15. marts 1299 skænkede pave
Bonifatius VIII aflad til alle dem, der besøgte det alter, som «vor
elskede Søn, Magister Martinus fra Dacien, Doktor i Theologien
og Provst for Kirken i Slesvig», i denne kirke havde rejst til ære
for Marie og St. Martin. Tre dage senere udtalte paven i et brev
sin harme over den ilde medfart, Morten Mogensen og hans ledsagere havde
lidt på vejen til Rom.
I Slesvig oprettede Morten Mogensen i Sognet Sywertmanrip et vikariat, og 1303 grundlagde han i Roskilde Domkirke et alter til ære for St. Martin 10. august.
1304 døde han i Paris og blev
begravet ved Notre-Dame-Kirken der. Hvorvidt han har været medlem
af dominikanerordenen, som senere efterretninger tyder på, kan
ikke med sikkerhed afgøres.
Echardus: Script. ord. prædicat. (Paris 1719) I, 736.
Dän. Bibl. VII, 494 f.
Suhm: Hist. af Danmark XI.
Les registres de Boniface VIII, publ. p. Digard, (Paris 1891) S. 397 f.
Fr. Nielsen. (Fredrik Nielsen, biskop i Aarhus 1905-07)